# Карсумс, Мартиньш
Мартиньш Карсумс (латыш. Mārtiņš Karsums; род. 26 февраля 1986, Рига) — латвийский хоккеист, нападающий национальной сборной Латвии.

## Карьера
В возрасте 18 лет Мартиньш перебрался за океан, в клуб «Монктон Уайлдкэтс» (QMJHL), где провёл хороший сезон, оказавшись в пятёрке лучших бомбардиров команды и новичков чемпионата. В сезоне 2004-05, несмотря на травмы, мучившие его по ходу сезона, Мартиньш оставался весьма продуктивным игроком, набрав 26 очков в 30 играх. Сезон 2005-06 стал для Карсумса самым успешным. Он набрал 65 очков за результативность, помог команде выиграть регулярный чемпионат и Кубок президента, а также получил «Ги Лафлёр Трофи» как самый ценный игрок плей-офф и стал первым европейцем, которому это удалось.
22 мая 2006 года Карсумс подписал трёхлетний контракт с клубом НХЛ «Бостон Брюинз», который выбрал его на драфте в 2004 году, после чего стал выступать за фарм-клуб «Бостона» в АХЛ.
11 мая 2008 года Мартиньш дебютировал в сборной Латвии в матче чемпионата мира против сборной Норвегии, сделав одну голевую передачу, и помог своей команде выиграть со счётом 4-1.
13 декабря 2008 года Карсумс дебютировал в матче НХЛ и помог «Бостону» выиграть у «Атланты» со счётом 4-2.
4 марта 2009 года Мартиньша Карсумса вместе с Маэттом Лэшоффом обменяли в «Тампу» на Марка Рекки.
4 апреля 2009 года Мартиньш Карсумс забросил свою первую шайбу в НХЛ в ворота Мартина Бродёра.
14 января 2010 года Мартиньш подписал контракт с ХК МВД, но неожиданно оказался включённым в состав рижского «Динамо».
3 мая 2013 года подписал контракт с московским «Динамо», отыграв за клуб 5 сезонов.
В мае 2018 года стал игроком московского «Спартака». 30 апреля 2020 года в связи с истечением срока действия контракта покинул «Спартак».
В декабре 2020 года перешел в немецкий клуб «Крефельд Пингвин».
В мае 2021 года вернулся в рижское «Динамо»

## Достижения
- Чемпион QMJHL (2005/06)
- Обладатель Ги Лафлёр Трофи как самый ценный игрок плей-офф QMJHL (2006)
- Участник матча всех звёзд АХЛ (2009) — 2 гола и 3 передачи
- Участник матча звёзд КХЛ (2012)
- Обладатель Кубка Надежды (2013) в составе «Динамо Рига»

## Статистика
| Легенда | Легенда                    | Легенда | Легенда                   | Легенда | Легенда    |
| ------- | -------------------------- | ------- | ------------------------- | ------- | ---------- |
| И       | Количество проведённых игр | Штр     | Штрафное время            | +/−     | Плюс-минус |
| Г       | Голы                       | П       | Голевые передачи          | О       | Очки       |
| -       | Статистика неизвестна      | —       | Статистика не учитывалась |         |            |

### Клубная карьера
- a В этом сезоне в «Плей-офф» учитывается статистика игрока в Кубке Надежды.

### Международные соревнования
| Год                        | Команда                    | Турнир                     | И  | Г  | П  | О  | ШМ |
| -------------------------- | -------------------------- | -------------------------- | -- | -- | -- | -- | -- |
| 2001                       | Латвия (юниор.)            | ЮЧМ 2001 (див.1)           | 5  | 0  | 0  | 0  | 25 |
| 2002                       | Латвия (юниор.)            | ЮЧМ 2002 (див.1)           | 5  | 1  | 0  | 1  | 14 |
| 2003                       | Латвия (юниор.)            | ЮЧМ 2003 (див.1)           | 4  | 2  | 0  | 2  | 14 |
| 2003                       | Латвия (мол.)              | МЧМ 2003 (див.1)           | 5  | 0  | 1  | 1  | 35 |
| 2004                       | Латвия (мол.)              | МЧМ 2004 (див.1)           | 5  | 7  | 6  | 13 | 22 |
| 2005                       | Латвия (мол.)              | МЧМ 2005 (див.1)           | 5  | 7  | 3  | 10 | 20 |
| 2006                       | Латвия (мол.)              | МЧМ 2006                   | 6  | 3  | 3  | 6  | 6  |
| 2008                       | Латвия                     | ЧМ 2008                    | 2  | 1  | 2  | 3  | 2  |
| 2009                       | Латвия                     | ОИ (квал.)                 | 3  | 4  | 2  | 6  | 0  |
| 2009                       | Латвия                     | ЧМ 2009                    | 6  | 1  | 3  | 4  | 27 |
| 2010                       | Латвия                     | ОИ-2010                    | 4  | 0  | 2  | 2  | 2  |
| 2010                       | Латвия                     | ЧМ 2010                    | 6  | 3  | 1  | 4  | 2  |
| 2013                       | Латвия                     | ОИ (квал.)                 | 3  | 1  | 1  | 2  | 0  |
| 2014                       | Латвия                     | ОИ-2014                    | 5  | 0  | 1  | 1  | 2  |
| Всего на чемпионатах мира  | Всего на чемпионатах мира  | Всего на чемпионатах мира  | 14 | 5  | 6  | 11 | 31 |
| Всего на Олимпийских играх | Всего на Олимпийских играх | Всего на Олимпийских играх | 9  | 0  | 3  | 3  | 4  |
| Всего в сборной            | Всего в сборной            | Всего в сборной            | 29 | 10 | 12 | 22 | 35 |